# Фудзинума, Такаси
Такаси Фудзинума (яп. 藤沼貴 Фудзинума Такаси) (1931 — 9 января 2012) — японский переводчик с русского языка, доктор филологии.

## Биография
Такаси Фудзинума родился в китайской провинции Ляонин. Он окончил токийский Университет Васэда, филологический факультет. Фудзинума преподавал русскую литературу до выхода на пенсию в 1997 году.
Фудзинума известен как исследователь и переводчик трудов Льва Толстого («Война и мир», «Анна Каренина», «Воскресение»). Интересовался всей русской классической литературой и народной словесностью. Фудзинума создал биографию Толстого, вышедшую несколькими изданиями. За исследование о Николае Карамзине ему была присуждена степень доктора филологии.
Фудзинума являлся соавтором и редактором нескольких русско-японских словарей, учебников и учебных пособий по русскому языку для японцев. Долгое время он был активным участником двусторонних культурных связей и неоднократно приезжал в Россию.
9 января 2012 года Фудзинума умер от пневмонии в возрасте 80 лет.

## Российские издания
- Такаси Фудзинума. Тургенев в Японии // Филологические науки. — М., 1994. — № 3.
- Такаси Фудзинума. Тургенев в Японии // И. С. Тургенев и современность. — М., 1997.
- Такаси Фудзинума. Японские последователи христианства Л. Н. Толстого // Русская литература XIX века и христианство. — М., 1997.